# Río Monongahela

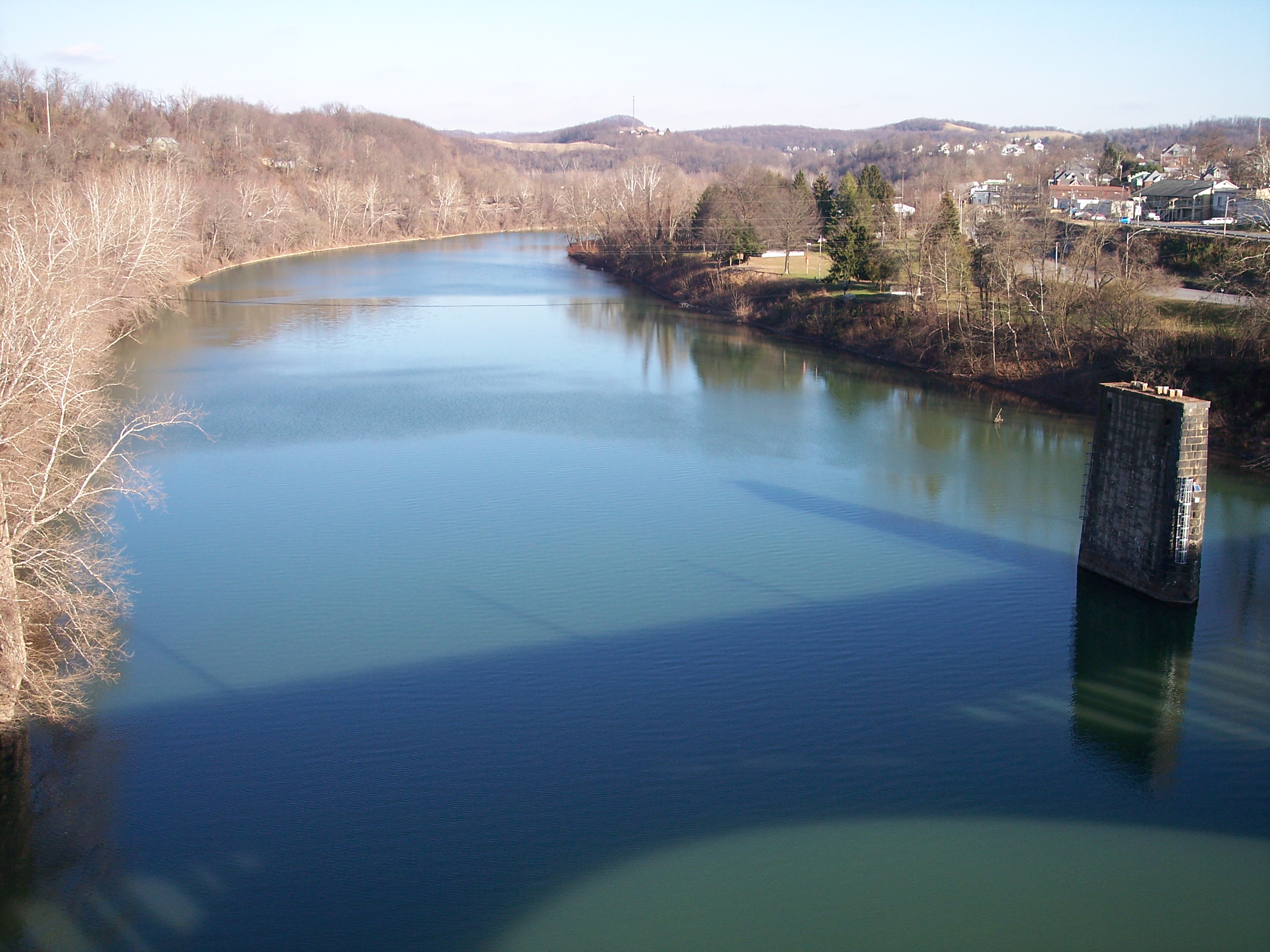
El río Monongahela en Fairmont, West Virginia en 2006.

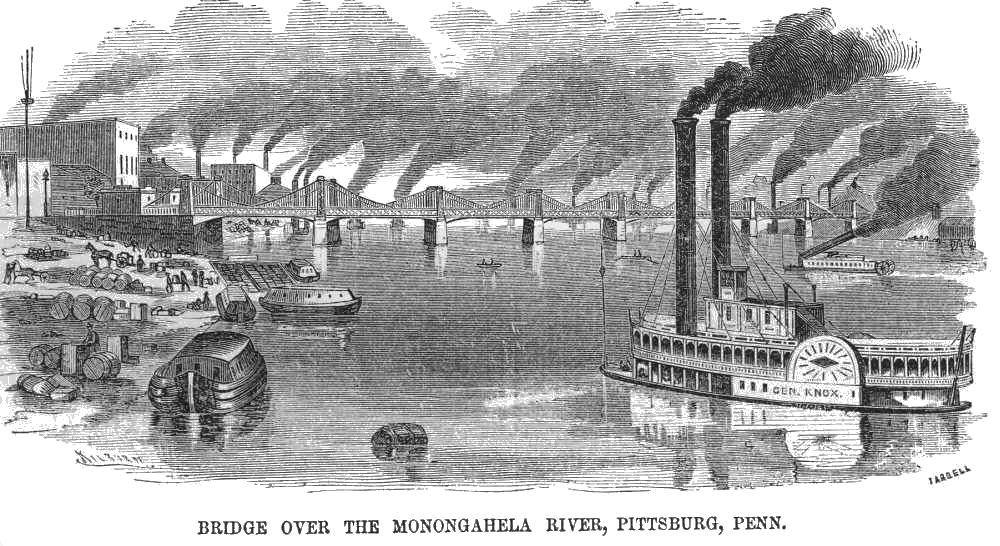
Dibujo de 1857 del río Monongahela.

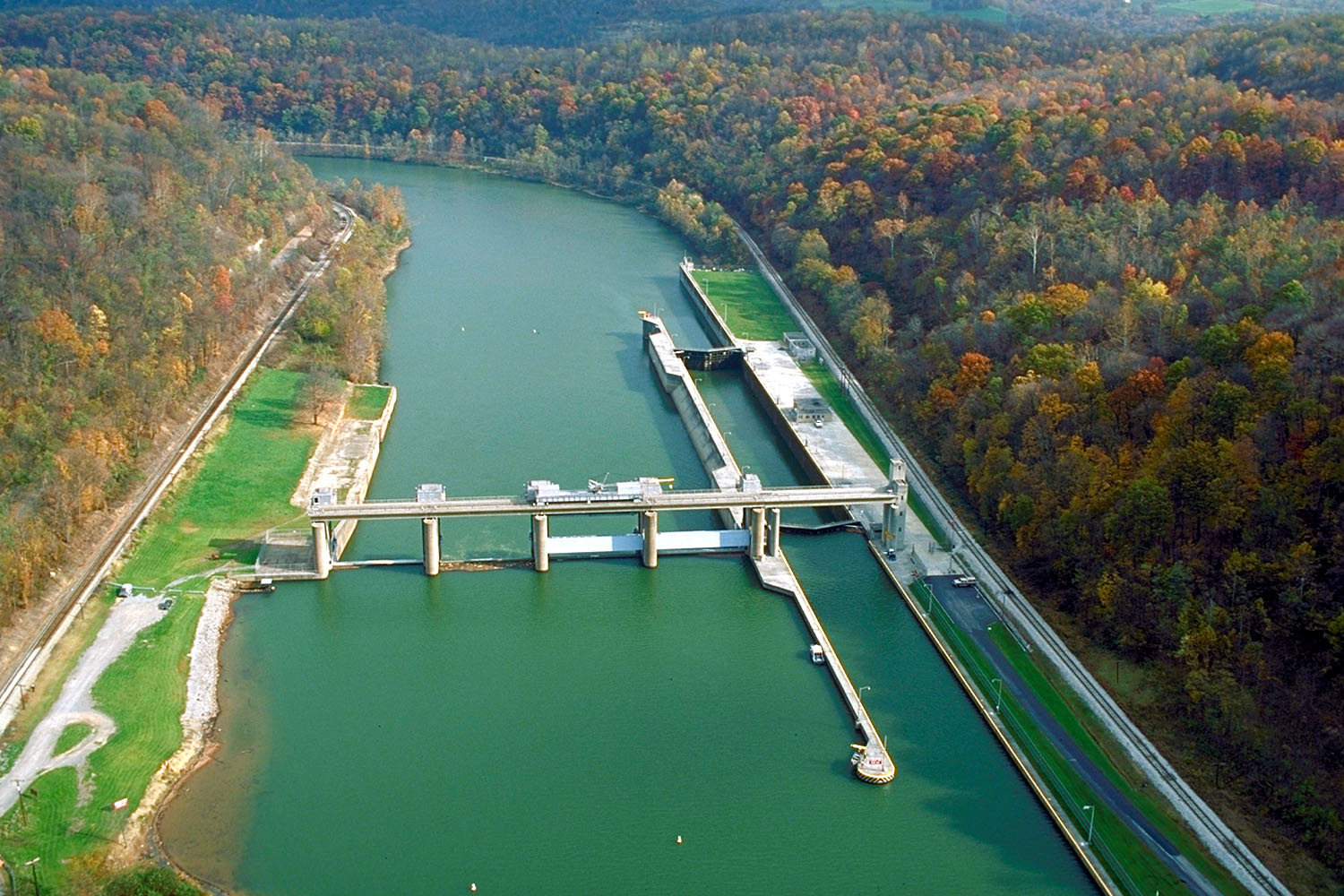
Compuerta Opekiska y represa del río Monongahela cerca de Fairmont, Virginia Occidental en la milla 115.

El río Monongahela ([məˌnɑŋ.gəˈheɪ.lə], en inglés: Monongahela River, también conocido localmente como the Mon) es un río que se encuentra en la Allegheny Plateau en la parte norte de Virginia Occidental y el oeste de Pensilvania en los Estados Unidos. En Pittsburgh, se une al río Allegheny para formar el río Ohio.
Sus principales afluentes son los ríos Youghiogheny (196 km), Cheat-Shavers Fork (269 km) y West Fork (166 km).